# Нагорный (Павловский район)
Нагорный — посёлок в Павловском районе Алтайского края. Входит в состав Прутского сельсовета.

## История
Основан в 1922 году. В 1926 году состоял из 26 хозяйств. В национальном составе населения того периода преобладали русские. В административном отношении входил в состав Касмалинского сельсовета Павловского района Барнаульского округа Сибирского края.

## Население
| 1926 | 1997 | 1998 | 1999 | 2000 | 2001 |
| ---- | ---- | ---- | ---- | ---- | ---- |
| 144  | ↘126 | ↘124 | ↘121 | ↘120 | ↘107 |
| 2002 | 2003 | 2004 | 2005 | 2006 | 2007 |
| ↗110 | ↘96  | →96  | ↘94  | ↘88  | ↗92  |
| 2008 | 2009 | 2010 | 2011 | 2012 | 2013 |
| →92  | ↘71  | →71  | ↘70  | ↘65  | ↗66  |

Национальный состав
Согласно результатам переписи 2002 года, в национальной структуре населения русские составляли 92 %.